# 刘洴
刘洴（？—？），一作劉汧，山西冀城人，清朝政治人物。進士出身。
康熙四十二年（1703年）癸未科進士。康熙五十一年（1712年）接替郑廷璧任上海县知县一职，1715年由尚崇安接任。